# To the Stars
To the Stars Inc. ist ein US-amerikanisches Unternehmen mit Hauptsitz in San Diego in Südkalifornien. Das Unternehmen produziert Musik, Bücher, Fernsehsendungen und Filme, die sich hauptsächlich mit den Themen Ufologie und Grenzwissenschaften befassen und betreibt außerdem Forschung zu diesen Themen. Zu den Gründern von To the Stars gehörte u. a. der Musiker Tom DeLonge und Personen mit engen Verbindungen zu US-Geheimdiensten und Militär.

## Geschichte
To the Stars wurde laut eigenen Angaben 2014 ursprünglich als Musiklabel gegründet, bevor 2017 die To The Stars Academy of Arts & Science (TTSA) als Public Benefit Corporation eingetragen wurde, mit dem erklärten Ziel, die „Randbereiche der Wissenschaft“ zu erforschen. An der Gründung waren neben dem Musiker TomDeLonge auch Harold E. Puthoff und Jim Semivan beteiligt. Puthoff hatte am Stanford Research Institute mit Uri Geller zusammengearbeitet und war an dem CIA-Projekt Stargate beteiligt gewesen, während Semivan ein CIA-Mitarbeiter im Ruhestand ist. Auch an TTSA beteiligt waren der selbsterklärte UFO-„Whistleblower“ Luis Elizondo und Christopher Mellon, ein früherer hochrangiger Beamter im Verteidigungsministerium unter den Bush- und Clinton-Regierungen. 2020 verließ Elizondo das Unternehmen.
Im September 2017 begann das Unternehmen, Aktien im Wert von 50 Mio. US-Dollar über eine Crowdfunding-Kampagne anzubieten. Laut SEC-Angaben waren bis Oktober 2018 nur ein Mio. USD dieser Aktien verkauft worden und das Unternehmen hatte ein Defizit in Höhe von 37,4 Mio. US-Dollar. To the Stars hat potenziellen Investoren die mit dieser Forschung verbundenen Risiken dargelegt, darunter auch das mögliche Ausbleiben von Ergebnissen in Bereichen wie dem Antrieb durch Strahlungsenergie und der Telepathie. Von Kritikern wurde der Organisation vorgeworfen Pseudowissenschaft zu betreiben.
2017 und 2018 wurden von der TTSA in einem Leak drei Videos veröffentlicht, die vom US-Militär gemachte Aufnahmen von unbekannten Flugobjekten zeigten. Im September 2019 bestätigte die US Navy die Echtheit der Videos. Die Washington Post schrieb in einem Artikel, dass die TTSA der Ufologie damit zu neuer Relevanz und Popularität in Medien und Kultur verholfen habe.
Im Juli 2019 gab das Unternehmen bekannt, dass es im Rahmen seines Forschungsprojekts Acquisition & Data Analysis of Materials (ADAM) „potenziell exotische Materialien“ erworben hätte. Nach Angaben des Unternehmens stammen die Metalle angeblich von einem nicht identifizierten Flugobjekt und wurden zuvor von der Ufologin Linda Moulton Howe „aufbewahrt und untersucht“. Von Skeptikern wurde die Bedeutung der Metalle allerdings angezweifelt, denen zufolge es sich um einfache Schlacke halten soll. Im November 2019 kündigte das US-Militär eine Partnerschaft mit TTSA, um das Material zu erforschen. Bei der Partnerschaft, die vom US-Militär selbst initiiert worden sein soll, soll es auch um das Studium anderer exotischer Wissenschaften wie Quantenkommunikation, Tarntechniken und Massenreduktion gehen.
2022 wurde ein Rebranding durchgeführt und die To The Stars Academy of Arts & Science wurde der Einfachheit in To The Stars umbenannt.

## Tätigkeit
Neben der wissenschaftlichen Arbeit ist To The Stars auch in der Unterhaltungsbranche tätig. Das Unternehmen produziert Bücher, Filme und Serien, die sich mit Science-Fiction und außerirdischen Themen befassen und verkauft damit verbundene Merchandise-Artikel. Eines der bekanntesten Projekte ist die Romanreihe "Sekret Machines", die DeLonge zusammen mit dem Autor A.J. Hartley schrieb. Die Bücher kombinieren Fiktion mit realen Verschwörungstheorien und DeLonges persönlicher Forschung über UAPs.
In jüngerer Zeit produzierte das Unternehmen das Regiedebüt von Tom DeLonge, Monsters of California (2023). Zu den kommenden Projekten gehören die Zeichentrickserie Breaking Bear für die Streamingplattform Tubi, und die Verfilmungen von Sekret Machines fürs Fernsehen mit Legendary Entainment.